# Baltasar Mena Iniesta
Baltasar Mena Iniesta (Montblanch, Tarragona, 6 de mayo de 1942) es un ingeniero mecánico-eléctrico, catedrático y académico de origen español nacionalizado mexicano. Se ha especializado en el área de la mecánica de fluidos y es considerado pionero de la reología en México. Su gusto por la música lo llevó a ser uno de los pioneros del rock and roll en México hacia finales de la década de 1950 y principios de la década de 1960.

## Estudios y docencia
Desde joven se trasladó a vivir a la Ciudad de México, cursó la licenciatura en la Facultad de Ingeniería de la Universidad Nacional Autónoma de México (UNAM). En 1967, con la ayuda de una beca, estudió una especialización en Hidráulica en la ENSEEIHT en Toulouse, Francia. En 1969 y 1973 obtuvo una maestría y un doctorado en Mecánica de Fluidos en la Universidad Brown en Rhode Island, Estados Unidos, con las tesis Study of a Rotating Sphere Visometer y Some Flow Problems in Elastico -Viscous Fluids. Realizó estudios posdoctorales en la Universidad de Gales, en Aberystwyth, de 1971 a 1973, y en el Instituto de Ciencia y Tecnología de la Universidad de Mánchester, de 1973 a 1974.
Al regresar a México se incorporó al Instituto de Investigaciones en Materiales (IIM) de la Universidad Nacional Autónoma de México como profesor e investigador. Ha sido profesor invitado en el Instituto de Tecnología de California (Caltech) en Estados Unidos, así como en la Universidad de Flinders y en la Universidad de Sídney en Australia.

## Rock and roll
Aprendió a tocar la guitarra a los 14 años de edad, admiraba la música de Elvis Presley, Chuck Berry y Gene Vincent. En 1956 formó con sus amigos la banda Los Sonámbulos con la cual llegó a grabar un disco en la compañía disquera Musart. En 1965, se dio tiempo para tocar en cafés de Tijuana y durante un año en Los Ángeles con el grupo pionero de rock llamado Los Sinners, sin embargo, al intuir que la deportación de Estados Unidos podría ser inminente, decidió separarse del grupo para regresar a México. Antes de iniciar sus estudios en Francia, tocó en varios bares de Europa y dio clases de esquí acuático en la Costa Brava.
En 1975 se volvió a reunir con Federico Arana, Olaf de la Barreda y Freddy Armstrong para formar el grupo Naftalina con el cual ha interpretado canciones de blues y rock. Este grupo ha grabado 7 discos.

## Investigador y académico
Ha realizado investigaciones en mecánica de fluidos no-newtonianos y reología. Diseñó un silo solar hexagonal que permite evitar pérdidas entre el 25 y el 30% al proteger las cosechas de granos de malos manejos y contra el clima, los insectos, roedores, pájaros y diversos microorganismos. Este tipo de silos se han construido en Australia y la India. Desarrolló una boquilla oscilante para extrusión de polímeros la cual ha sido utilizada por Exxon Chem. Se le considera un experto en la ingeniería de materiales aplicada a la explotación y exploración petrolera en México, por tal motivo, fue distinguido por el Instituto Mexicano del Petróleo.
Es miembro del International Science Committee Society for Experimental Mechanics, del International Comitte Polymer Processing Society y del International Committee Caribbean Congress of Fluid Dynamics. Es investigador emérito Nivel III del Sistema Nacional de Investigadores y miembro del Consejo Consultivo de Ciencias de la Presidencia de la República. Desde 2009, es miembro correspondiente de la Real Academia de Ingeniería de España.

## Publicaciones
Es miembro del comité editorial de Mechanics of Time Dependent Materials. Ha publicado más de 120 artículos científicos para revistas nacionales e internacionales. Sus artículos han sido citados en más de 4000 ocasiones. Es autor de 4 libros científicos y 2 libros de texto. Entre sus títulos se encuentran:

- Polymers, coautor, en 1984.
- Theory, coatuor, en 1984.
- Fluids, coautor, en 1984.
- Applications, coautor, en 1984.
- Introducción al cálculo vectorial, en 2003.
- Cálculo Vectorial:grad,div,rot...y algo más, en 2011

## Premios y distinciones
- Minta Martin Certificate of Merit (AIAA) otorgado por la mejor tesis de maestría en Estados Unidos en 1969.
- Premio Universitario León Bialik a la Innovación Tecnológica en México, en 1994.
- Premio Programa Universitario de Alimentos de la UNAM en 1995.
- Premio Universidad Nacional en Innovación Tecnológica y Diseño, otorgado por la UNAM en 1996.
- Premio Nacional de Ciencias y Artes en el área de Tecnología y Diseño otorgado por la Secretaría de Educación Pública en 1997.
- Premio al Graduado Distinguido otorgado por la Universidad Brown en 2000.
- Medalla de Ingeniería de Brown, otorgada por la Universidad Brown en 2001.
- Elegido uno de los 100 alumnos más distinguidos egresados de Brown University( entre 75mil egresados)(cita BAM Brown Alumni Magazine)2001
- Premio de Ciencias de la Unesco, en reconocimiento a sus investigaciones para relacionar la reología y el flujo granular en aplicaciones tecnológicas.- Diseño del silo solar hexagonal para granos alimenticios en 2001.[5]
- Miembro Correspondiente de la Real Academia de Ingeniería (España)2008 Emérito
- Investigador Emérito SIstema Nacional de Investigadores 2018